# Terry Farrell (arquitecto)

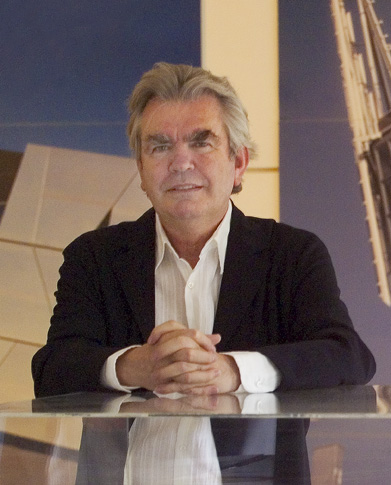
Terry Farrell

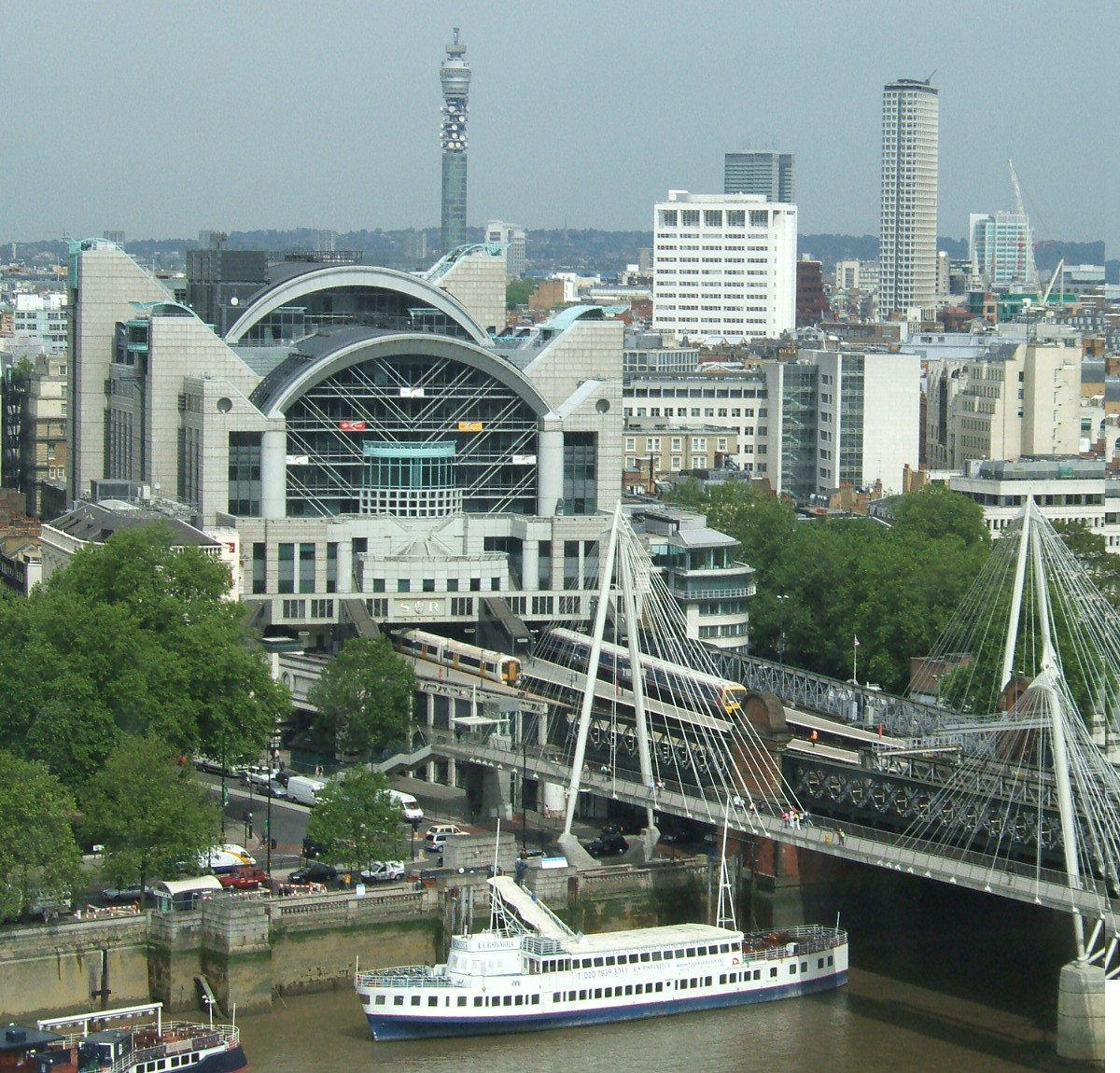
Estación de Charing Cross en Londres, 1990

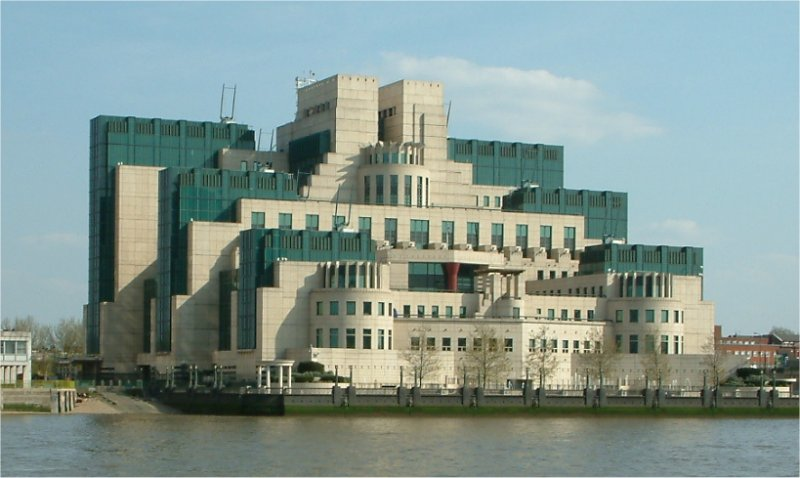
El edificio MI6 en Londres, 1994

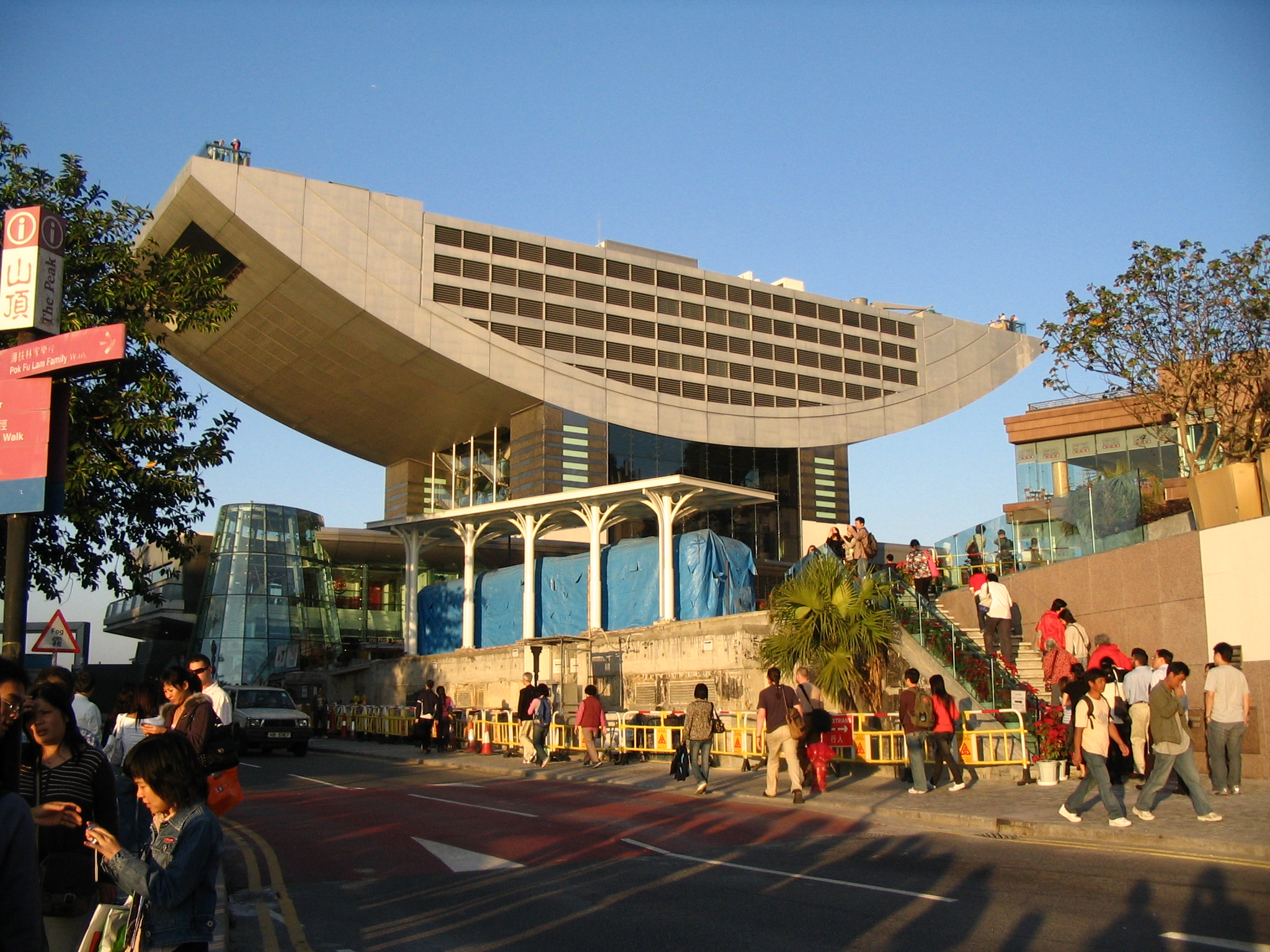
La Torre de los Picos en Hong Kong, 1995

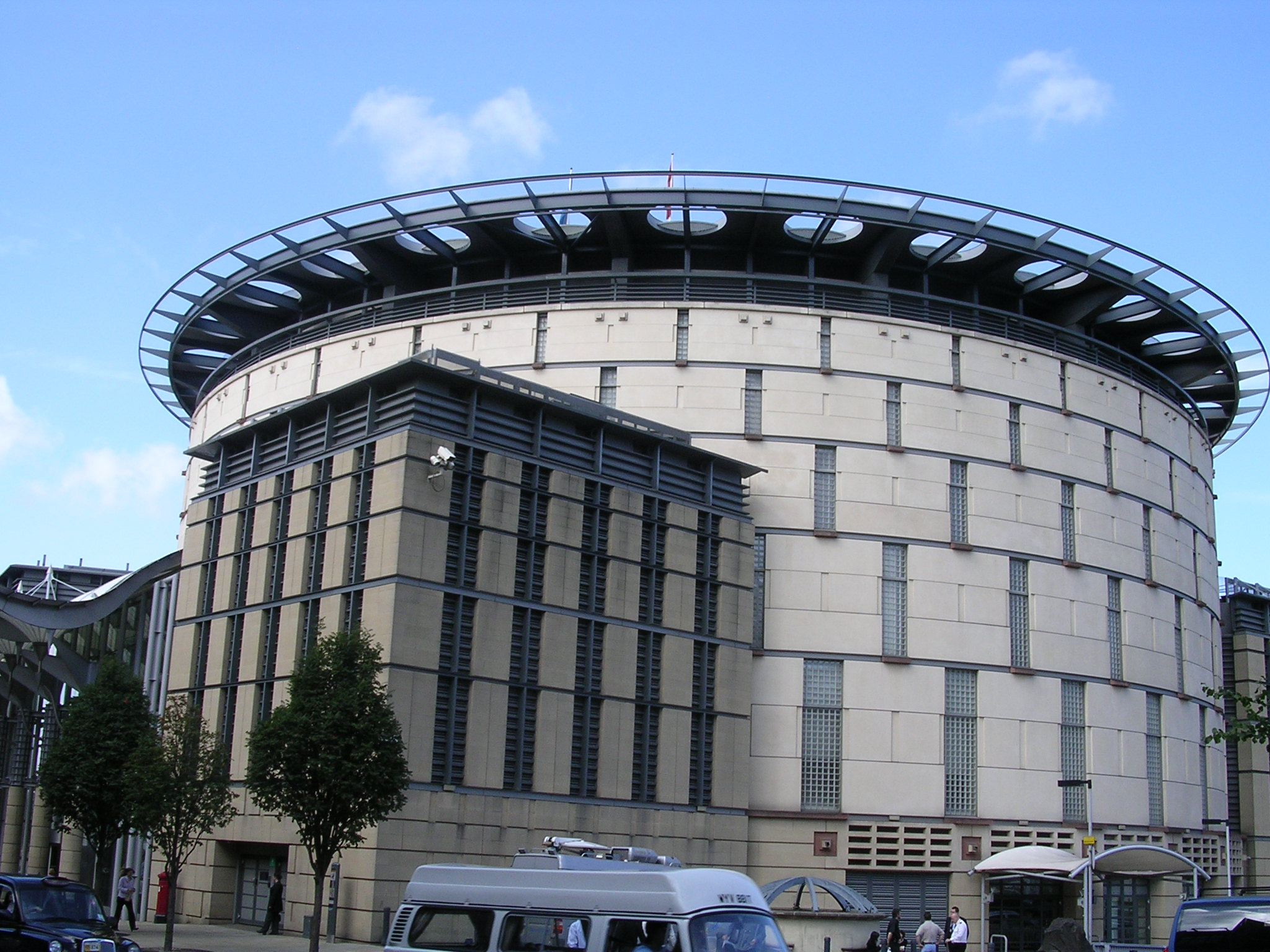
Centro Internacional de Conferencias de Edimburgo en 1995

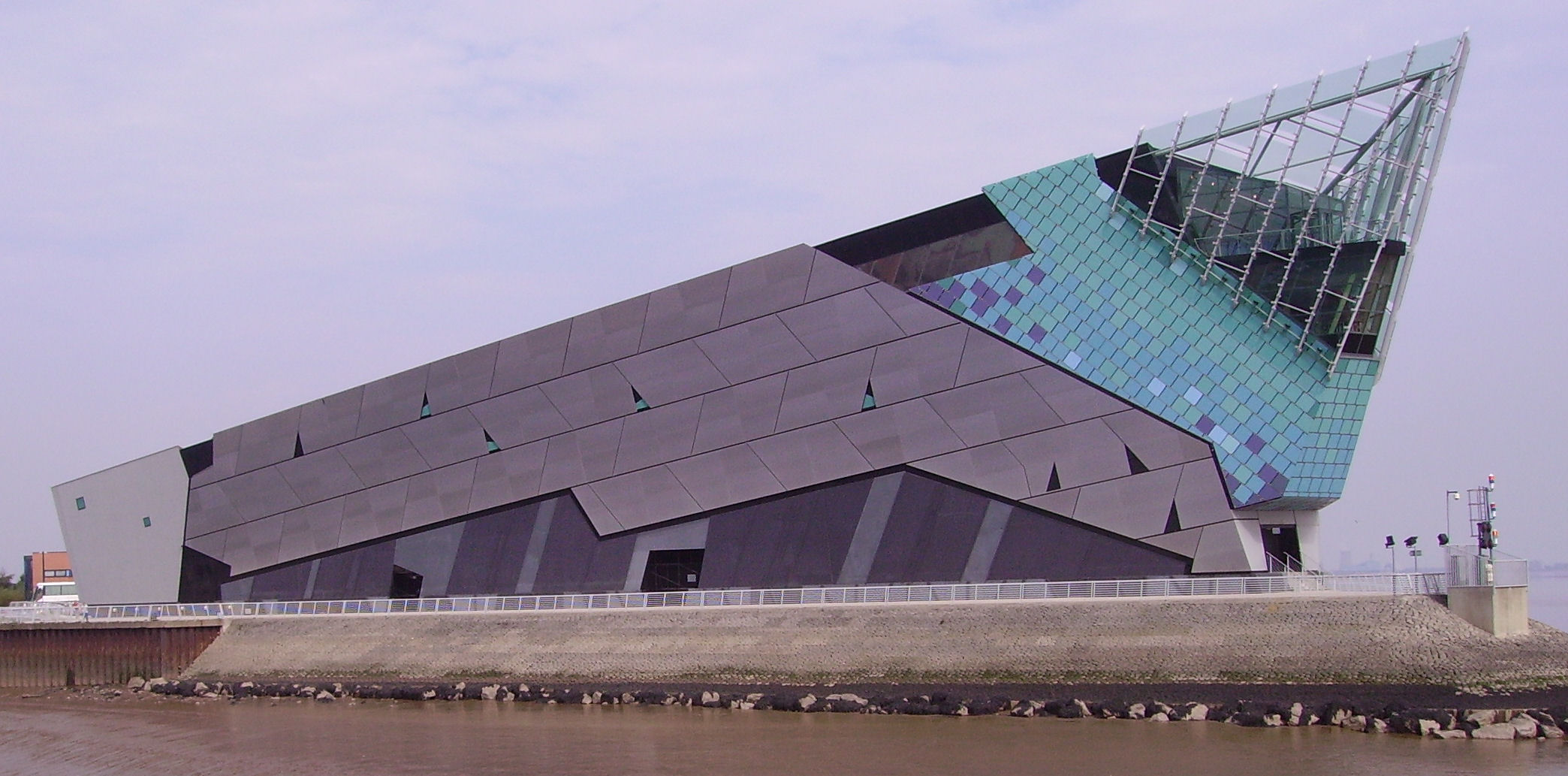
El acuario profundo en Hull, 2002

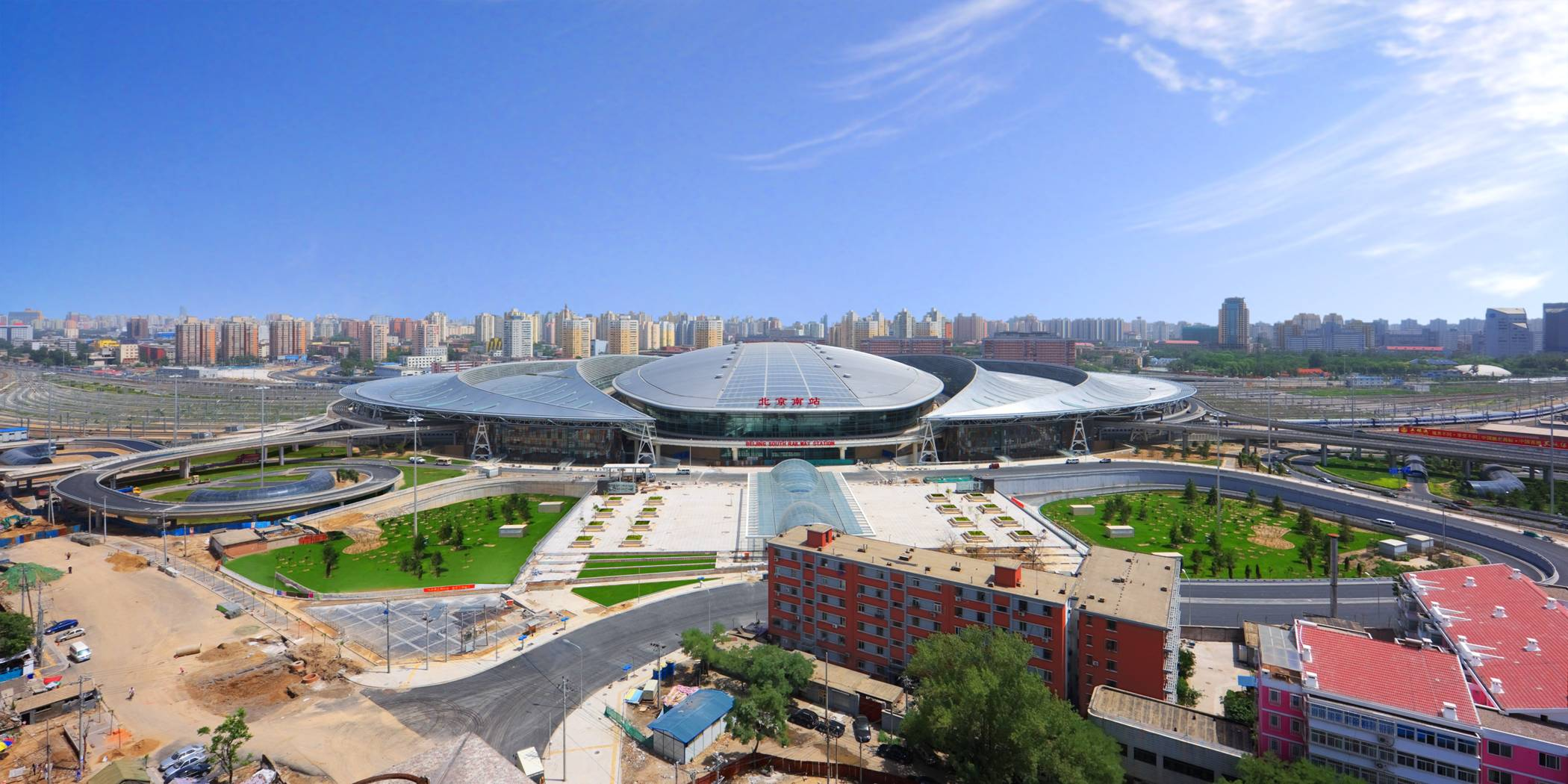
Estación de tren de Beijing South en Beijing, 2008

KK100 en Shenzhen, 2011

Terry Farrell (nacido el 12 de mayo de 1938) es un arquitecto y diseñador urbano británico. En 1980, después de trabajar 15 años en sociedad con Sir Nicholas Grimshaw, Farrell fundó su propia firma, Farrells.  Obtuvo una sólida reputación por los esquemas de diseño urbano contextuales, así como por las exuberantes obras de posmodernidad como el Edificio MI6.  En 1991 su práctica se expandió internacionalmente, abriendo una oficina en Hong Kong. En Asia, su firma diseñó el rascacielos KK100 en Shenzhen, el edificio más alto jamás diseñado por un arquitecto británico, así como la Estación de Ferrocarril del Sur de Guangzhou, que fue la estación de trenes más grande de Asia. 
En 2013 por invitación de Ed Vaizey, Ministro de Cultura, Comunicaciones e Industrias Creativas, su firma comenzó la Revisión de Arquitectura y el Entorno Construido con el objetivo de ofrecer orientación experta en la dirección de la arquitectura británica.

## Infancia y formación
Farrell nació en Sale, Cheshire.  Cuando era joven se mudó a Newcastle upon Tyne, donde asistió a la escuela primaria St. Cuthbert. Se graduó con un título de la Universidad de Newcastle, seguido de una maestría en planificación urbana en la Universidad de Pensilvania en Filadelfia.

## Carrera
En 1965, Farrell se mudó a Londres para formar una sociedad con Sir Nicholas Grimshaw. En 1980 fundó su propia compañía, Terry Farrell & Partners. Además, Farrell da conferencias en varias universidades, entre ellas la Universidad de Cambridge, la Universidad de Londres, la Universidad de Pensilvania y la Universidad de Sheffield. 
En la primera parte de su carrera, Farrell dio más énfasis a los proyectos de vivienda.  Más tarde, después de la ruptura con Grimshaw, se convirtió en el principal posmodernista del Reino Unido y fue más conocido por la sede de la televisión en Camden Lock y la remodelación de Comyn Ching Triangle en el Covent Garden de Londres. En los años 80 y 90, sus proyectos incluyeron la estación de Charing Cross, el edificio de la sede del MI6, The Deep Aquarium en Hull y el Centro Internacional de la Vida en Newcastle. El trabajo más reciente incluye la nueva sede para el Ministerio del Interior, la conversión de la Royal Institution of Great Britain y el Great North Museum en Newcastle.
Ha sido responsable de proyectos de regeneración en el Reino Unido, incluyendo Newcastle Quayside, Brindleyplace en Birmingham, Edinburgh Exchange District, Greenwich Peninsula y Paddington Basin.  También ha diseñado sus propios edificios dentro de estos proyectos, incluido el Centro Internacional de Conferencias de Edimburgo y The Point en Paddington Basin.  En mayo de 2010 fue designado para regenerar los 72 acres (29,1 ha)  una zona alrededor del centro de exposiciones de Earls Court. En 2012, su oficina fue nombrada como planificadora de Wood Wharf, la siguiente fase del desarrollo de Canary Wharf.
En el este de Asia, los proyectos incluyen el Aeropuerto Internacional de Incheon en Seúl y la estación de tren Beijing South, la más grande de Asia. Cuando se completó en diciembre de 2010 , la estación de tren de Guangzhou Sur fue durante un tiempo la estación de tren más grande del mundo. Desde que estableció su práctica en Hong Kong en 1990, diseñó la Torre Pico, el desarrollo de la Estación Kowloon y el Consulado General Británico de Hong Kong.  Su torre KK100 en Shenzhen es el edificio más alto jamás construido por un arquitecto británico.
Farrell está en el Comité Asesor de Diseño del Alcalde de Londres. En 2008 fue nombrado Líder de Diseño y Planificación del Thames Gateway, el proyecto de regeneración más grande de Europa. 
Farrell fue nombrado CBE en 1996 y Knight Bachelor en 2001. 

## Premios seleccionados
- La fábrica de Herman Miller en Bath , Reino Unido (proyecto conjunto con Nicholas Grimshaw ), se completó en 1976: el Financial Times Industrial Award (1977), el Civic Trust Award (1978), el RIBA South West Award (1978), el Grado II en la lista de English Heritage ( 2013)[11]
- La sede de la regata de Henley, completada en 1986: Civic Trust Awards (1988), RIBA award (1988)
- Estación de tren Charing Cross / Embankment Place, completada en 1990: Premio Civic Trust (1991 y 1994), Premio Nacional RIBA (1991), Premio del Consejo Británico de Oficinas (1994)[12]
- Centro Internacional de Conferencias de Edimburgo, completado en 1995: (Premio RIBA (1996), Premio Civic Trust (1996)
- Newcastle Quayside , completado en 1998: Premio de diseño urbano de Civic Trust (1998)
- Centro para la vida, Newcastle upon Tyne , completado en 2000: Premio Civic Trust (2002)
- El edificio de la Home Office, completado en 2005: ( Premio Internacional RIBA (2005), Premio LEAF al Mejor Edificio Público (2005), Premio MIPIM para Centros de Negocios (2008)
- The Green Building en Manchester: Premio Civic Trust a la sostenibilidad (2006 y 2010), Premio LEAF al mejor proyecto ambientalmente sostenible (2006)
- Estación de tren del sur de Beijing, finalizada en 2008: Premio internacional RIBA (2009)
- Great North Museum, terminado en 2009: Premio RIBA para el noreste de Inglaterra (2010)
- El Proyecto Earls Court: MIPIM AR Future Projects Award for regeneration and planning (2011)

## Publicaciones Seleccionadas
- 2014 La revista Farrell de arquitectura y el entorno construido.
- 2013 La ciudad como un banco enredado: Diseño urbano versus evolución urbana , John Wiley and Sons London
- 2009 Shaping London: los patrones y formas que conforman la metrópolis , John Wiley and Sons London ISBN 978-0-470-69996-6
- Perspectiva de abril de 2008, 12 desafíos para Edimburgo
- Revisión arquitectónica de septiembre de 2007, Manifiesto para Londres
- 2004, Vida y trabajo de Terry Farrell: primeros años hasta 1981 en Londres
- 2003, El Palacio de Buckingham rediseñado: un nuevo enfoque radical a los parques reales de Londres , Papadakis ISBN 1-901092-40-2
- 2002 Terry Farrell en el prólogo de Escocia por el Dr. Brian Edwards, Edimburgo
- 2002 Diez años: diez ciudades. El trabajo de Terry Farrell & Partners 1991–2001 prólogo de Sir Terry Farrell, Introducción de Hugh Pearman, Texto de Jane Tobin, Londres
- 1999 PA Pro Architect 13 Terry Farrell, Seúl
- 1998 Sketchbook 12.05.98 Terry Farrell & Partners con ensayos de Robert Maxwell y Terry Farrell, Londres
- 1998 98:06 Número especial de World Architecture Review: Terry Farrell & Partners Shenzen
- 1998 Super City de Kowloon Transport Terry Farrell & Partners / Steven Smith, Hong Kong
- 1994 Terry Farrell Selección e introducción de trabajos actuales por Clare Melhuish, Victoria
- 1993 Terry Farrell Urban Design introducción por Kenneth Powell, Londres / Berlín
- 1993 Blueprint Extra 09, texto de Three Urban Projects por Piers Gough, Londres
- 1993 World Architecture Building Profile No 1. Edificio de guardería del Covent Garden de Terry Farrell, Londres
- 1992 Vauxhall Cross: la historia del diseño y la construcción de un nuevo hito en Londres, Kenneth Powell, Londres
- 1991 Palacio en el río. Diseño de Terry Farrell para la remodelación de Charing Cross, Marcus Binney, Londres.
- 1989 Característica especial de la UA: Terry Farrell & Company Japón, diciembre pp.   37-132
- 1987 Terry Farrell en el contexto del catálogo de Londres por Rowan Moore con una introducción de Deyan Sudjic, publicada para coincidir con la exposición en la Galería RIBA Heinz del 14 de mayo al 13 de junio de 1987, Londres.
- 1986 Diseñando una casa. Charles Jencks y Terry Farrell, Londres
- Monografías arquitectónicas de 1984: Terry Farrell, textos de Colin Amery y Charles Jencks, Londres